# District d'Ihosy
Ihosy est un district de Madagascar, situé dans la partie sud-est de la province de Fianarantsoa, dans la région de Ihorombe.
Il est composé de dix-sept communes (Kaominina) rurales et urbaines sur une superficie de 17 358 km² :
| Ambatolahy      | 10 000       |  |
| Ambia           | 5 000        |  |
| Analaliry       | 5 000        |  |
| Analavoka       | 5 000        |  |
| Andiolava       | 6 000        |  |
| Ankily          |              |  |
| Ihosy Chef-lieu |              |  |
| Ilakaka         | 60 000       |  |
| Menamaty Iloto  | 5 000        |  |
| Ranohira        | 6 000        |  |
| Sahambano       | 6 000        |  |
| Sakalalina      | 7 000        |  |
| Satrokala       | 10 000       |  |
| Soamatasy       | 3 000        |  |
| Zazafotsy       | 10 000       |  |
| 17 communes     | 106 591 hab. |  |